# Ogyridione caroliniana
Ogyridione caroliniana är en kräftdjursart som beskrevs av Clements Robert Markham 1988. Ogyridione caroliniana ingår i släktet Ogyridione och familjen Bopyridae. Inga underarter finns listade i Catalogue of Life.